# Tegshbayar Batsaikhan
Tegshbayar Batsaikhan (né le 1er juin 1998) est un coureur cycliste mongol.

## Biographie
Tegshbayar Batsaikhan fait du vélo dès son plus jeune âge et devient champion provincial de Sükhbaatar-Aimag en 2011. En 2015, il participe à un stage en Corée du Sud. En avril 2016, il intègre l'équipe du Centre mondial du cyclisme, basée au vélodrome d'Aigle en Suisse. Durant l'été, il crée la surprise en devenant champion du monde de la course aux points juniors, alors qu'il ne pratique la piste que depuis son arrivée en Europe. Il s'agit de la première médaille obtenue dans un championnat du monde cycliste pour la Mongolie, toutes disciplines et catégories confondues.
Chez les élites, il obtient des médailles sur la course scratch aux championnats d'Asie de cyclisme sur piste en 2018 et 2019. En 2019, il signe un contrat professionnel avec Ferei Pro Cycling, une équipe continentale ukraino-biélorusse. Il se concentre ensuite sur sa carrière dans le cyclisme sur route. Il devient champion de Mongolie du contre-la-montre espoirs (moins de 23 ans) en 2018 et 2019.
Après deux ans sans courir en raison de la pandémie de covid-19, il court pour l'équipe Ferei Mongolia Development  en 2022. En 2023, il rejoint l'équipe thaïlandaise Roojai Insurance. Lors de cette saison, il gagne le Tour de Thaïlande, ainsi qu'un certain nombre de courses hors calendrier UCI en Thaïlande et en Chine. En 2024, il remporte la première étape ainsi que le classement général du Tour du Bostonliq en Ouzbékistan.

## Palmarès sur route

### Par année
- 2017
  - 3e du Tour de Siak
- 2018
  -  Champion de Mongolie du contre-la-montre espoirs
  - 2e du championnat de Mongolie sur route espoirs
- 2019
  -  Champion de Mongolie du contre-la-montre espoirs
  - 2e du championnat de Mongolie sur route espoirs
- 2020
  - 3e du championnat de Mongolie du contre-la-montre
- 2021
  - 3e du championnat de Mongolie du contre-la-montre
- 2022
  - 2e (contre-la-montre par équipes) et 4e étapes du Tour de Mongolie
  -  Médaillé d'argent du championnat d'Asie du contre-la-montre par équipes
  - 3e du Tour de Mongolie
- 2023
  - Tour de Phuket :
    - Classement général
    - 1re étape (contre-la-montre)

  - Tour de Thaïlande : 
    - Classement général
    - 1re étape

  - 2e étape du Chengdu Tianfu Greenway
  - Yangtze River Delta Race
  - 2e du Chengdu Tianfu Greenway
  - 2e du championnat de Mongolie sur route
  - 3e du championnat de Mongolie du contre-la-montre
- 2024
  - Tour du Bostonliq : 
    - Classement général
    - 1re étape

  - 2e du championnat de Mongolie du contre-la-montre
  - 2e du championnat de Mongolie sur route
- 2025
  -  Champion de Mongolie sur route
  - 1re étape du Tour du Bostonliq (contre-la-montre)
  - 2e du championnat de Mongolie du contre-la-montre
  - 3e de la Yellow River Estuary Road Cycling Race
  - 9e du championnat d'Asie sur route

### Classements mondiaux
| Année                                 | 2018  | 2019 | 2020 | 2021  | 2022  | 2023 | 2024 |
| ------------------------------------- | ----- | ---- | ---- | ----- | ----- | ---- | ---- |
| Classement mondial                    | 1033e | 993e | 768e | 1740e | 1673e | 256e | 424e |
| UCI Asia Tour                         | 138e  | 48e  | 32e  | 112e  | 148e  | 5e   | 8e   |
|                                       |       |      |      |       |       |      |      |
| Légende : nc = non classéSource : UCI |       |      |      |       |       |      |      |

## Palmarès sur piste

### Championnats du monde juniors
- Aigle 2016
  -  Champion du monde de la course aux points juniors

### Championnats d'Asie
- Nilai 2018
  -  Médaillé de bronze du scratch
- Jakarta 2019
  -  Médaillé d'argent du scratch